# Ruta Provincial 406 (San Juan)
La Ruta Provincial 406 es una carretera argentina, que se encuentra en el extremo oeste de la Provincia de San Juan. Su recorrido es de 32 kilómetros, teniendo como extremos la Ruta Nacional 149. Tiene la particularidad de atravesar de norte a sur el longitudinal y cordillerano Valle de Calingasta.
Esta ruta circula de norte a sur junto al Río de los Patos en su margen oeste, mientras que en su margen oriental se encuentra la Ruta Nacional 149. Conecta las localidades de Calingasta, Tamberías y Barreal.
Esta ruta provincial se une con la ruta nacional mencionada a través de puentes en Sorocayense y en Calingasta. A fines de 2006 se inició la construcción de un puente de 300 metros de largo para reemplazar la pasarela de Sorocayense, construido en el año 1938, que sufría importantes daños todos los años con las crecientes provocadas por los deshielos. El gobernador provincial inauguró el 13 de diciembre de 2008 el puente sobre el Río de los Patos.
A lo largo de su recorrido se observa un paisaje cultivado, con serranías y al fondo la imponente Cordillera de los Andes.

## Recorrido
Departamento Calingasta
- Calingasta km 1
- Tamberías km 18
- Barreal km 32